# Фетешти
Фетешти (рум. Fetești) — город в Румынии, в жудеце Яломица. Численность населения, по данным переписи 2011 года, составила 30217 человек.

## История
Поселение Фетешти впервые упоминается в 1528 году в документе, опубликованном правителем Валахии Раду Афумацким. В 1868 году Фетешти стал коммуной, в 1934 году — городом, а 61 год спустя, в 1995 году, он получил статус муниципалитета. Со временем Фетешти превратился в важный перекресток и промышленный центр.

## Достопримечательности
Железнодорожный мост короля Карла I, построенный в период с 1890 по 1895 годы, на линии, соединяющей Бухарест и Констанца.

## Известные уроженцы
Влад, Ион (1920—1992) — румынский скульптор.